# Karin Savková
Karin Savková je slovenská topmodelka.

## Život
Karin Savková pochází ze slovenské Němšové nedaleko Trenčína. Agentura ji objevila na castingu v obchodním centru v Trenčíně.
V 16 letech zvítězila v národním finále Kenvelo Elite Model Look Slovakia 2010. Na světovém finále Elite Model Look International 2010 10. října 2010 v Šanghaji se umístila na 3. místě a získala garantovaný kontrakt USD 75.000.
Pózovala při fotografování pro časopis Elle, slovenský časopis Eva, magazín Maxima (April 2011), katalog EVAmóda, časopis Marie Claire (September 2011; Turkey - September 2011), magazine Jewel (Winter 2011-2012). Objevila se na obálce Madonna X-mas Austria.
Objevila na přehlídkách Nomia, Libertine, Rachel Zoe, Sachin + Babi.